# Baydara
Al-Malik al-Qahir Baydara al-Mansuri, o sencillamente, Baydara al-Mansuri fue un sultán mameluco de Egipto (diciembre de 1293). A diferencia de la mayoría de mamelucos, de la madre de Baydara se sabe que se casó con un emir de nombre Sanjar al-Shuja'i (que sustituyó a Al-Mansur Lajin como naib (virrey) de Damasco en 1291).
Fue visir bajo el sultán Qalawun pero el sultán Jalil lo sustituyó por Ibn al-Salus y en la primavera del 1292 lo nombró naib en lugar de Husam al-Din Turuntay al-Mansuri, según Al-Maqrizi. Baydara estaba muy bien considerado por Jalil, y le dio en feudo la fortaleza siria de al-Sunayba. En verano de 1292 lo envió en una expedición contra Kasrawan, al nordeste de Beirut, una región poblada por los sectarios nusairíes considerados apartados del islam. Su ejército fue emboscado y repetidamente atacado y tuvo que negociar la retirada. Incluso corrieron rumores que había sido sobornado por los nusairíes. Se presentó a una asamblea de emires donde estaba presente el sultán y se justificó diciendo que estaba enfermo cuando se produjeron los combates y todavía no se había recuperado, y el sultán aceptó sus excusas y lo mantuvo en su cargo y posición. Pero su situación fue en adelante insegura. Al final de verano, en una visita del sultán en Egipto, soltó que los graneros de Baydara estaban más muy proveídos que los graneros reales, y también se enfrentó con Baydara por el reparto de los derechos de aduana de Alejandría. El diciembre de 1292 el sultán gritó a seis emires a los que pensaba ejecutar, entre los cuales tres que habían acompañado a Baydara a la expedición de Kasrawan: Badr al-Din Baktut (gobernador del norte de Siria), Rukn al-Din Tuqsu y Sanjar al-Shuja'i. Fueron ejecutados excepto uno, Al-Mansur Lajin, que se va salvó por intercesión de Baydara; el sultán concedió Lajin a Baydara, y determinó que en adelante sería su mameluco (esclavo).
La primavera de 1293 los mamelucos atacaron el reino de la Pequeña Armenia y el soberano de este entregó tres fortalezas fronterizas para evitar la guerra. Jalil se sentía fuerte y amenazaba de llevar la guerra en Bagdad contra los iljanes ahora gobernados por Gaikhatu. También amenazó de invadir Chipre con la flota construida para defender las costas sirias de los ataques francos. Mientras Baydara preparaba una conspiración contra su cabo. En noviembre Baydara y el sultán se volvieron a enfrentar por el reparto de los ingresos de las aduanas de Alejandría.
El 14 de diciembre de 1293 durante una cacería en el delta del Nilo Baydara y otros conspiradores asesinaron a Jalil. El golpe mortal lo hizo Husam al-Din Lajin. Baydara se proclamó sultán con el título de Al-Malik al-Qahir Baydara al-Mansuri, pero no gobernó más que un par de días. No pudo ocupar la ciudadela del El Cairo, centro del poder político y militar y murió en los combates con los partidarios de Jalil dirigidos por el ustadar (mayordomo) Hussam-ad-Din y el naib Al-Adil Kitbugha. 
El hermano de Jalil, An-Nassir Muhammad, de 8 años, fue proclamado sultán, bajo regencia de Kitbugha que después usurpó el trono en 1294. Los partidarios de Baydara fueron ejecutados en la mayor parte, y algunos pudieron huir entre los cuales estaba Lajin.